# 三和集镇
三和集镇，是中华人民共和国安徽省滁州市定远县下辖的一个乡镇级行政单位。

## 行政区划
三和集镇下辖以下地区：
三和回民村、山岗村、前吴村、后李村、槐墟村、练铺村、尚庄村、大陈村、崇铺村和高岗村。